# Дзанаки Мудацо
Дзанаки Мудацо (на италиански: Zanachi Mudazzo, срещан и като Джовани Муацо (Giovanni Muazzo) е венециански благородник, байло на остров Тенедос. През 1383 г. пристига в Добруджанското деспотство и в продължение на две години подпомага флота на деспот Добротица във войната му с Генуезката република.